# Heat d'Abbotsford
Pour les articles homonymes, voir Heat.
Le Heat d'Abbotsford est une franchise de hockey sur glace basée à Abbotsford dans la province de la Colombie-Britannique au Canada qui évoluait dans la Ligue américaine de hockey de 2009 à 2014.

## Historique
L'équipe rejoint la Ligue américaine de hockey en 2009 à la suite de la décision des Flames de Calgary, propriétaires des Flames de Quad City, de la déménager la franchise dans la ville d'Abbotsford. En 2014, en raison de la faible affluence, la ville d'Abbotsford décide de ne pas renouveler son bail avec la franchise. Celle-ci déménage alors à Glens Falls précédemment occupé par les Phantoms de l'Adirondack, et devient les Flames de l'Adirondack.

## Statistiques
| No | Saison    | PJ | V  | D  | DP | DTB | BP  | BC  | Pts | Classement        | Séries éliminatoires                                | Entraîneur   |
| -- | --------- | -- | -- | -- | -- | --- | --- | --- | --- | ----------------- | --------------------------------------------------- | ------------ |
| 1  | 2009-2010 | 80 | 39 | 29 | 5  | 7   | 217 | 231 | 90  | 3e Division Nord  | 4-3 Americans de Rochester 2-4 Bulldogs de Hamilton | Jim Playfair |
| 2  | 2010-2011 | 80 | 38 | 32 | 4  | 6   | 186 | 212 | 86  | 4e Division Nord  | Non qualifiés                                       | Jim Playfair |
| 3  | 2011-2012 | 76 | 42 | 26 | 3  | 5   | 200 | 201 | 92  | 2e Division Ouest | 3-0 Admirals de Milwaukee 1-4 Marlies de Toronto    | Troy Ward    |
| 4  | 2012-2013 | 76 | 34 | 32 | 4  | 6   | 171 | 198 | 78  | 4e Division Nord  | Non qualifiés                                       | Troy Ward    |
| 5  | 2013-2014 | 76 | 43 | 25 | 5  | 3   | 237 | 215 | 94  | 2e division Ouest | 1-3 Griffins de Grand Rapids                        | Troy Ward    |